# Amblyolepis setigera
 Amblyolepis setigera  DC., 1836 è una specie di piante angiosperme dicotiledoni della famiglia delle Asteraceae, sottofamiglia Asteroideae, tribù Helenieae e sottotribù Tetraneurinae.  Amblyolepis setigera è anche l'unica specie del genere  Amblyolepis  DC., 1836.

## Etimologia
Il nome generico (Amblyolepis) deriva dal greco "ambly" (= spuntato) e "lepis" (= squama).  L'epiteto specifico ( setigera) deriva dalle parole "seti" (= setola) e "gero" (= cuscinetto)
Il nome scientifico della specie è stato definito dal botanico Augustin Pyramus de Candolle (1778-1841) nella pubblicazione " Prodromus Systematis Naturalis Regni Vegetabilis ... (DC.)" ( Prodr. [A. P. de Candolle] 5: 667) del 1836. Il nome scientifico del genere è stato definito nella stessa pubblicazione.

## Descrizione

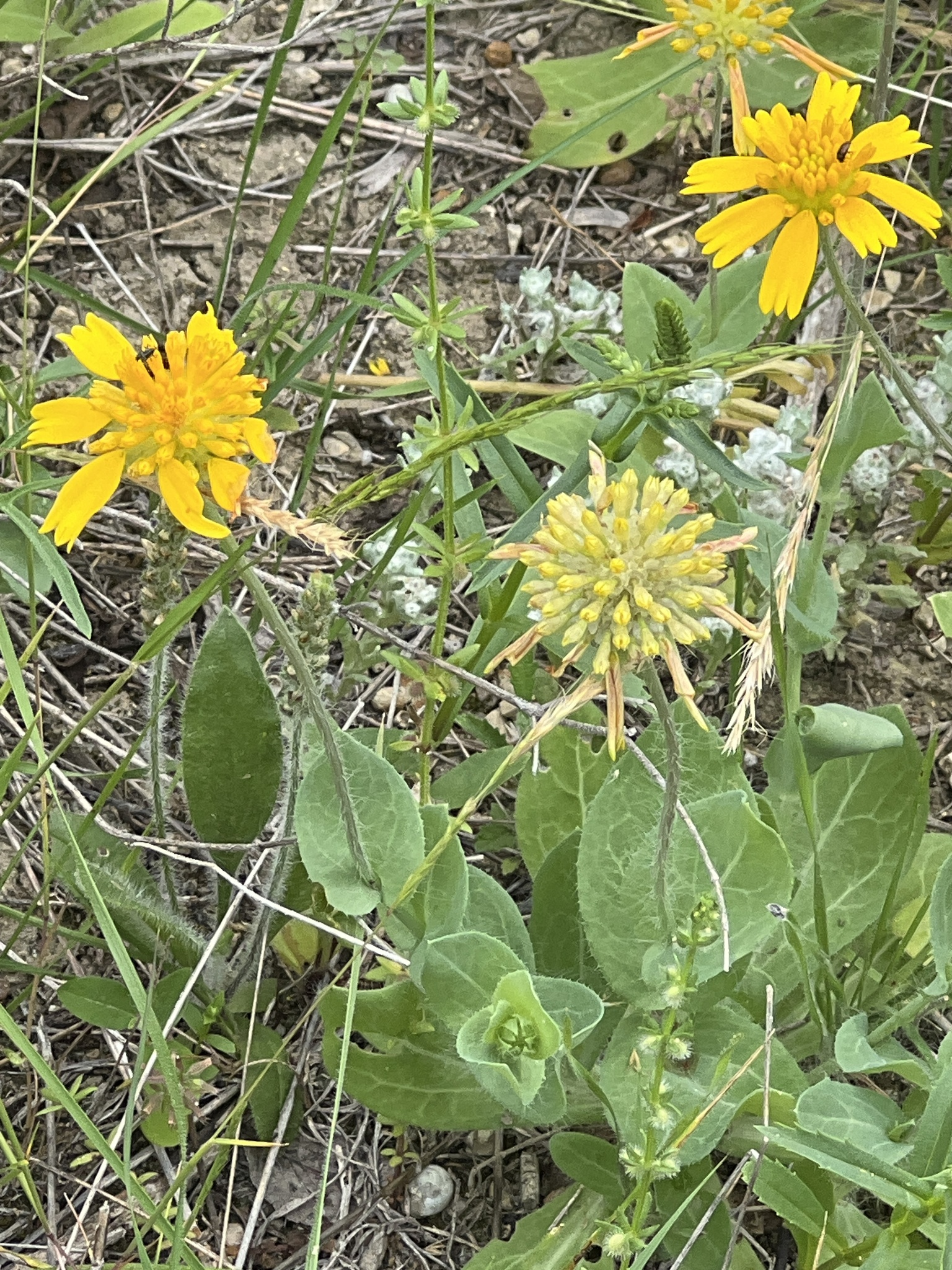
Il portamento

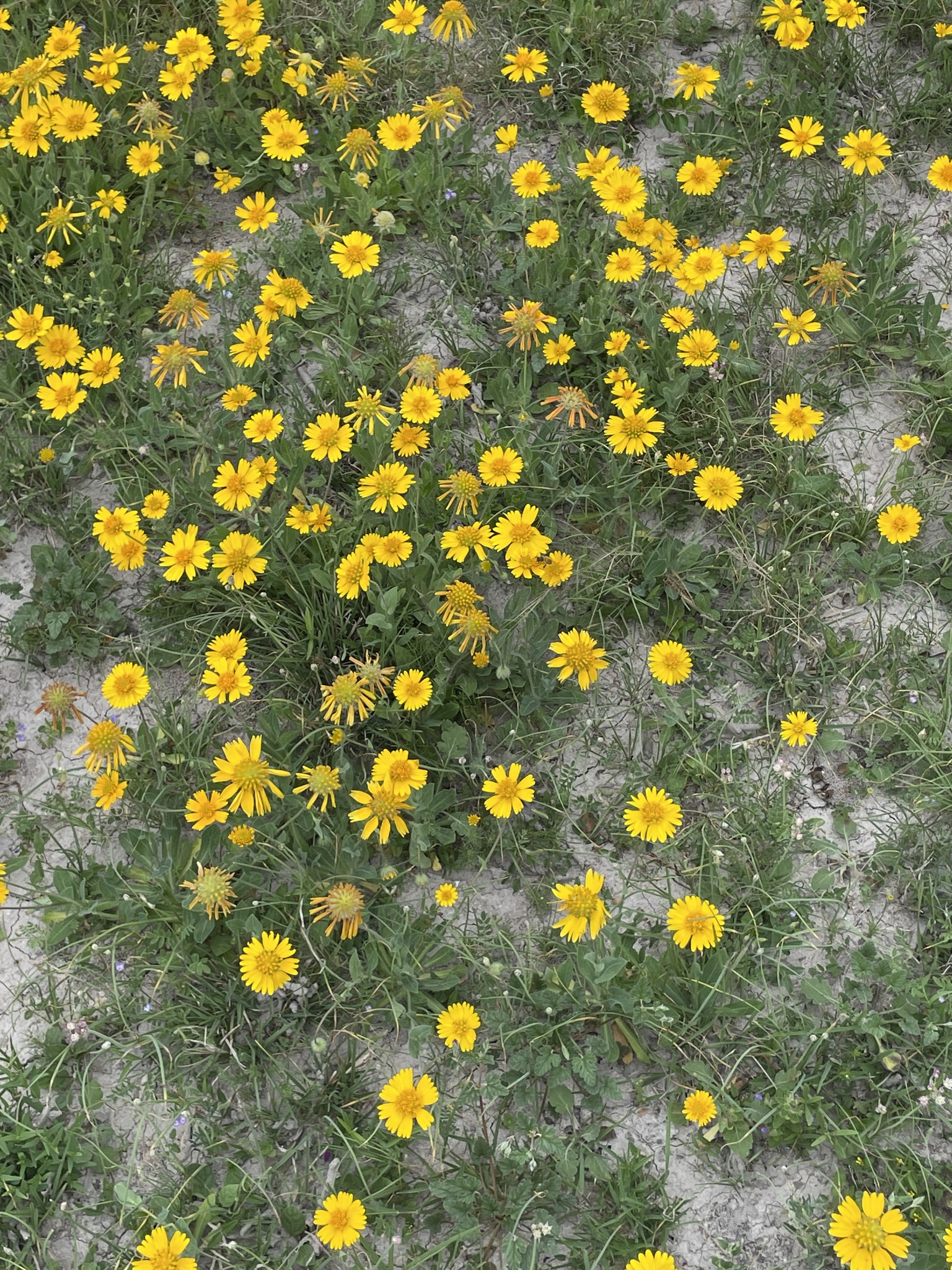
Infiorescenza

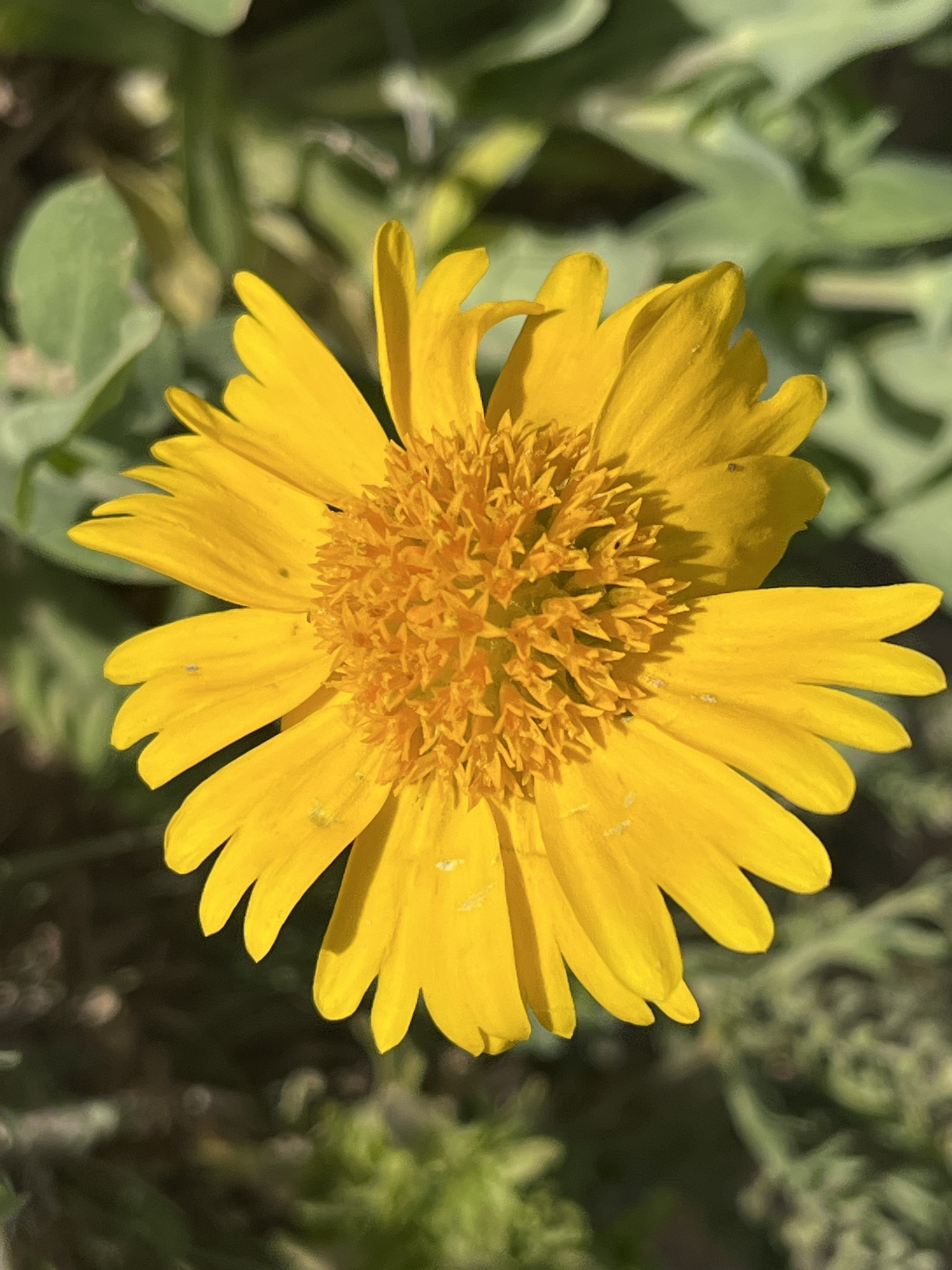
I fiori

Portamento. Le specie di questa voce ha un ciclo biologico annuale; l'habitus è erbaceo. Sono piante senza lattice, ma aromatiche.
Fusto. La parte aerea in genere è eretta, decombente, poco pelosa. Altezza media: 10-60 cm .
Foglie. Le foglie possono essere sia basali che cauline, picciolate o sessili. Quelle cauline sono disposte in modo alterno. La lamina è intera con forme lanceolate, oblanceolate, ovate o spatolate e superficie pelosa. 
Infiorescenza. Le sinflorescenze sono sia scapose che composte da diversi capolini (da 2 a 45) raccolti in formazioni aperte, o in sinflorescenze panicolate o corimbose. Le infiorescenze vere e proprie sono composte da un capolino terminale peduncolato di tipo generalmente radiato. I capolini sono formati da un involucro, con forme da campanulate a emisferiche, composto da diverse brattee, al cui interno un ricettacolo fa da base ai fiori di due tipi: fiori del raggio e fiori del disco. Le brattee, (da 17 a 21) sono piatte, a consistenza erbacea talvolta con margini scariosi, con forme variabili da strettamente ellittiche a lanceolate e sono disposte in modo più o meno embricato su 2 serie. Il ricettacolo è privo di pagliette a protezione della base dei fiori; la forma del ricettacolo varia da convessa a globosa. Diametro dell'involucro: 12-20 mm. Lunghezza dei peduncoli: 8-20 cm. 
Fiori.  I fiori sono tetra-ciclici (formati cioè da 4 verticilli: calice – corolla – androceo – gineceo) e pentameri (calice e corolla formati da 5 elementi). Si distinguono in:
- fiori del raggio (esterni): (da 8 a 13) sono femminili e fertili, sono disposti su una o più serie; la forma è ligulata (fiori zigomorfi);
- fiori del disco (centrali): (da 20 a 50) sono ermafroditi e fertili con forme tubolari (fiori attinomorfi.

- Formula fiorale:

*/x K {\displaystyle \infty }, [C (5), A (5)], G 2 (infero), achenio 
- Calice: i sepali del calice sono ridotti ad una coroncina di squame.

- Corolla:

- fiori del raggio: la forma della corolla alla base è più o meno tubulosa-imbutiforme, mentre all'apice è ligulata; la ligula può terminare con alcuni denti da 3 con apici ottusi o troncati; i colori sono giallo e giallo-arancio;
- fiori del disco: la forma è tubulare/campanulata bruscamente divaricata in 5 lobi; i lobi, patenti o eretti, hanno una forma deltata o più o meno lanceolata; i colori sono giallo e giallo-bruno.

- Androceo: l'androceo è formato da 5 stami sorretti da filamenti generalmente liberi; gli stami sono connati e formano un manicotto circondante lo stilo; le teche, produttrici del polline, alla base sono troncate. Le appendici delle antere sono strettamente ovate; le cellule delle appendici sono per lo più sclerificate. Il tessuto endoteciale, rivestimento interno dell'antera, è quasi sempre polarizzato con due superfici distinte: una verso l'esterno e una verso l'interno. Il polline è sferico con un diametro medio di circa 25 micron;  è tricolporato con tre aperture sia di tipo a fessura che tipo isodiametrica o poro ed è echinato con punte sporgenti e divergenti.

- Gineceo: l'ovario è infero uniloculare formato da 2 carpelli. Lo stilo, il recettore del polline, è profondamente bifido con due stigmi divergenti e con le linee stigmatiche marginali separate e parallele. I due bracci dello stilo hanno una forma da lanceolata a deltoide e sono papillosi e troncati.

Frutti. I frutti sono degli acheni con o senza pappo. L'achenio ha una forma obconica con 10 prominenti coste longitudinali; la superficie è densamente pubescente tra le coste. Il pappo è formato da 5-6 scaglie ialine a forma ovata; le scaglie possono essere acuminate. Dimensione degli acheni: 3-4,5 mm.

## Biologia
Impollinazione: l'impollinazione avviene tramite insetti (impollinazione entomogama tramite farfalle diurne e notturne).

Riproduzione: la fecondazione avviene fondamentalmente tramite l'impollinazione dei fiori (vedi sopra).

Dispersione: i semi (gli acheni) cadendo a terra sono successivamente dispersi soprattutto da insetti tipo formiche (disseminazione mirmecoria). In questo tipo di piante avviene anche un altro tipo di dispersione: zoocoria. Infatti gli uncini delle brattee dell'involucro (se presenti) si agganciano ai peli degli animali di passaggio disperdendo così anche su lunghe distanze i semi della pianta. Inoltre per merito del pappo (se presente) il vento può trasportare i semi anche a distanza di alcuni chilometri (disseminazione anemocora).

## Distribuzione e habitat
La specie di questa voce è distribuita in Texas e Messico nord-est.

## Sistematica
La famiglia di appartenenza di questa voce (Asteraceae o Compositae, nomen conservandum) probabilmente originaria del Sud America, è la più numerosa del mondo vegetale, comprende oltre 23.000 specie distribuite su 1.535 generi, oppure 22.750 specie e 1.530 generi secondo altre fonti (una delle checklist più aggiornata elenca fino a 1.679 generi). La famiglia attualmente (2021) è divisa in 16 sottofamiglie; la sottofamiglia Asteroideae è una di queste e rappresenta l'evoluzione più recente di tutta la famiglia.

### Filogenesi
Il genere della specie di questa voce è descritto nella sottotribù Tetraneurinae caratterizzata da brattee erette all'antesi, da venature delle corolle che s'incontrano agli apici dei lobi e dalle appendici delle antere ricoperte da tricomi ghiandolari sulla faccia abassiale.
Nell'ambito filogenetico della sottotribù Amblyolepis si trova nel "core" del gruppo e insieme al genere Tetraneuris forma un "gruppo fratello".
I caratteri distintivi della specie  Amblyolepis setigera sono:
- il portamento è erbaceo annuale;
- la forma delle foglie è oblanceolata o largamente spatolata;
- le brattee dell'involucro sono disposte su due serie;
- gli acheni hanno 10 prominenti coste longitudinali.

Il numero cromosomico delle specie di questo genere è: 2n = 38.

### Sinonimi
Sono elencati alcuni sinonimi per questa entità:
- Helenium setigerum Britton & Rusby